# Renault Type ZD
Der Renault Type ZD war eine Pkw-Modellreihe des französischen Automobilherstellers Renault aus der Zeit vor dem Zweiten Weltkrieg. Zu dieser Modellreihe gehörten:
- Renault Nervastella (1929–1937)
- Renault Nervastella Grand Sport (1934–1935)